# شغب سجن أوريبانا 2013
شغب سجن أوريبانا 2013 في 25 يناير 2013 اندلعت أعمال شغب في سجن أوريبانا في باركيسيميتو في فنزويلا. ذكرت التقارير الأولية مقتل 50 شخصًا على الأقل وإصابة أكثر من 120 شخصًا، وبحلول 27 يناير تم الإبلاغ عن عدد القتلى 61. انتقد المسؤولون في اليوم الأول من أعمال الشغب وسائل الإعلام بسبب الأخبار العاجلة التي ذكرت مسبقًا أن السجن سيتم تفتيشه من قبل الجيش. مع استمرار أعمال الشغب لليوم الثاني أخطأت جماعات حقوق الإنسان في الاكتظاظ والظروف في السجن الذي تهيمن عليه العصابات.

## الشغب
بحسب ما ورد اندلعت أعمال الشغب عن إعلان أن قوات الحرس الوطني الفنزويلي ستبحث عن أسلحة في إجراء لمكافحة العصابات. وبحسب ما ورد كان السجناء ينتظرون الحرس الوطني عند وصولهم. وكانت معظم الإصابات ناجمة عن أعيرة نارية. وصفت الجثث بأنها مجهولة الهوية بسبب تشويهها. وبسبب التشويه اتهم المسؤولون بانتهاك حقوق الإنسان.

## الإستجابة
في بيان صحفي في اليوم الأول من أعمال الشغب ألقى وزير خدمات السجون إيريس فاريلا باللوم على وسائل الإعلام المحلية لإبلاغها بتفتيش السجن في وقت مبكر، مشيرًا إلى أن العديد من الوفيات كانت «تصفية حسابات» بين عصابات السجون المتنافسة. ألقت جماعات حقوق الإنسان باللوم على الاكتظاظ والظروف غير الإنسانية، فضلاً عن سوء التنفيذ والقوة غير الضرورية. لاحظ منتقدو الحكومة الذين لم يتم تسميتهم أن محكمة الدول الأمريكية لحقوق الإنسان قد دعت الرئيس هوغو شافيز في عام 2007 إلى تخفيف الظروف هناك التي تعرض الزوار والسجناء والحراس للخطر. وتم إبعاد النزلاء مؤقتًا نتيجة أعمال شغب استمرت ليومين.